# Station New Cumnock
New Cumnock is een spoorwegstation van National Rail in East Ayrshire in Schotland. Het station is eigendom van Network Rail en wordt beheerd door ScotRail. 